# Martin Verkerk
Martin Verkerk (Leiderdorp, 31 ottobre 1978) è un ex tennista olandese.

## Biografia

### Carriera agonistica
Diventato professionista nel 1996, non ha giocato ad alti livelli fino al 2003, suo anno d'oro in cui ha vinto il suo primo torneo ATP a Milano ed è arrivato fino in finale al Roland Garros. Nel corso del torneo ha sconfitto il tedesco Rainer Schüttler agli ottavi e, al termine di una maratona conclusasi 8-6 al quinto set, l'ex vincitore del torneo nonché ex numero uno del mondo Carlos Moyá nei quarti. In semifinale ha dato grande prova di forza contro Guillermo Coria, prima di perdere in finale in tre soli set al cospetto di Juan Carlos Ferrero.
Nel 2004, dopo il successo al torneo di casa ad Amersfoort, è stato costretto a fermarsi a causa di un infortunio alla spalla che l'ha tenuto fuori per tutto il 2005 e quasi tutto il 2006. Non riuscendo più a riprendersi completamente dall'infortunio, ha annunciato il suo ritiro a fine 2008.

## Statistiche

### Singolare

#### Vittorie (2)
| Legenda                           |
| Grande Slam (0)                   |
| Tennis Masters Cup (0)            |
| Masters Series (0)                |
| ATP International Series Gold (0) |
| ATP International Series (2)      |

| Numero | Data            | Torneo                            | Superficie       | Avversario in finale | Punteggio        |
| 1.     | 2 febbraio 2003 | Milan Indoor, Milano              | Sintetico indoor | Evgenij Kafel'nikov  | 6–4, 5–7, 7–5    |
| 2.     | 19 luglio 2004  | Priority Telecom Open, Amersfoort | Terra rossa      | Fernando González    | 7–6(5), 4–6, 6–4 |

#### Finali perse (2)
| Legenda                           |
| Grande Slam (1)                   |
| Tennis Masters Cup (0)            |
| Masters Series (0)                |
| ATP International Series Gold (0) |
| ATP International Series (1)      |

| Numero | Data          | Torneo                      | Superficie  | Avversario in finale | Punteggio     |
| 1.     | 8 giugno 2003 | Open di Francia, Parigi     | Terra rossa | Juan Carlos Ferrero  | 1-6, 3-6, 2-6 |
| 2.     | 3 maggio 2004 | BMW Open, Monaco di Baviera | Terra rossa | Nikolaj Davydenko    | 4-6, 5-7      |